# Dijkpoort
De Dijkpoort is een 14e-eeuwse stadspoort in de Nederlandse stad Hattem en is een Rijksmonument.
In 1908 werd de poorttoren gerestaureerd, waarbij de architect P.J.H. Cuypers weergang, kap- en hoektorentjes toevoegde. Dit naar voorbeeld van andere stadspoorten. Deze toevoegingen zijn herkenbaar aan een andere steensoort.
Buiten de poort stond voorheen een jongere voorpoort met twee ronde torens. Eén verbindingsmuur staat nog overeind. Hierin bevinden zich kanon- en haakbusschietgaten.
Het geheel was onderdeel van de verdedigingswerken rond de stad Hattem in het verleden.

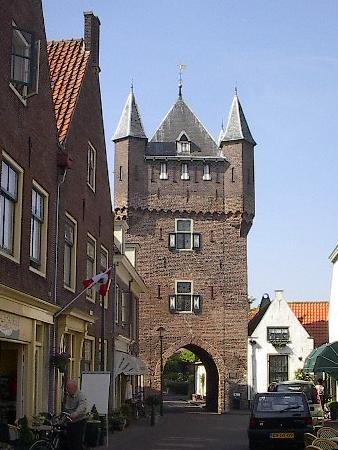
De Dijkpoort in Hattem
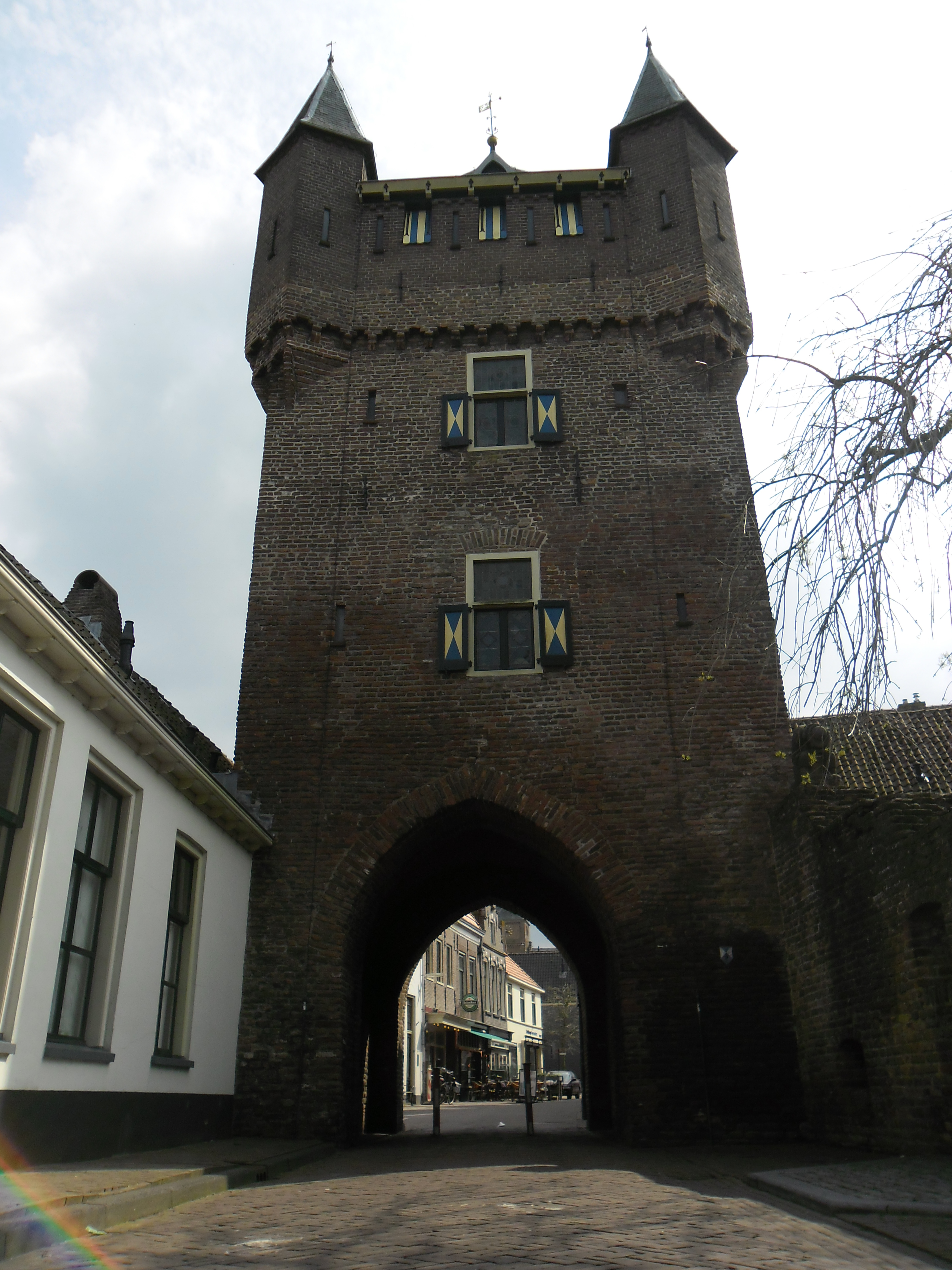
De Dijkpoort in Hattem vanaf de achterzijde
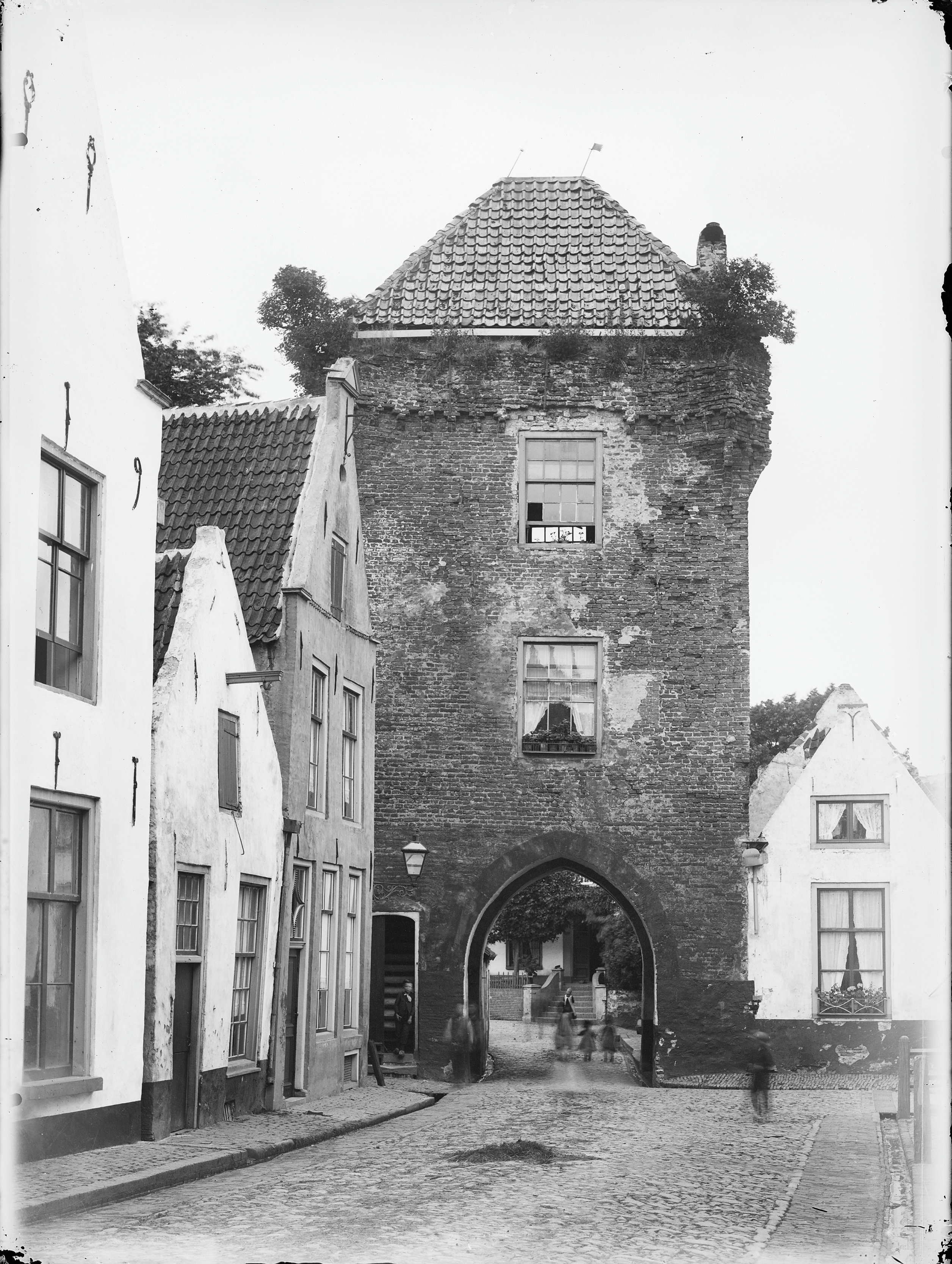
Dijkpoort voor de restauratie in 1908